# Республіка Коннахт
Ірландська Республіка, відоміша як Республіка Коннахт була короткочасним (13-денним) ірландським державним утворенням, що виникло за підтримки французької Директорії під час ірландського повстання 1798 року.

## Історія
У червні 1798 року в Ірландії вибухнуло антибританське повстання. На звістку про це Директорія надіслала військову експедицію у кількості 1000 солдатів на чолі з Теобальдом Вольфом Тоном. 22 серпня французька експедиція прибула до Коннахту, де з'єдналася із 5000 повстанців. 27 серпня об'єднані французько-ірландські сили розгромили британців під Кастлбаром (Battle of Castlebar). Внаслідок цього було захоплено північну частину провінції Коннахт і проголошено Республіку Коннахт. Її президентом став Джон Мур. 8 вересня відбулася битва під Баллінамакком (Battle of Ballinamuck), в якій французько-ірландські війська було розгромлено. Це стало причиною падіння республіки.